# Hausen am Tann
Hausen am Tann là một thị xã nằm ở huyện Zollernalbkreis, thuộc bang Baden-Württemberg, Đức.